# Басовская, Евгения Наумовна
Евге́ния Нау́мовна Басо́вская (род. 1965, Москва) — российский филолог, доктор филологических наук, профессор Российского государственного гуманитарного университета, заведующая кафедрой медиаречи Российского государственного гуманитарного университета. Автор учебников русской литературы для 8—11 классов школ гуманитарного профиля.

## Биография
Родилась в 1965 году в Москве, в семье поэта Наума Исааковича Басовского (род. 1937) и историка Наталии Ивановны Басовской (1941—2019).
С 1982 по 1987 год — учёба на факультете журналистики МГУ.
С 1990 по 1993 год — учёба в аспирантуре факультета журналистики МГУ.
В 1995 году защитила диссертацию на соискание учёной степени кандидата филологических наук. Тема работы — «Лексико-семантический аспект языковой эволюции (на материале литературно-критических публикаций журнала “Новый мир” 1952—1992 гг.».
В 2011 году защитила диссертацию на соискание учёной степени доктора филологических наук. Тема — «Концепт "чистота языка" в советской газетной пропаганде».
Профессор Российского государственного гуманитарного университета, заведующая кафедрой медиаречи РГГУ.
Учёное звание — профессор.

## Сфера научных интересов
Медиаречь, язык и стиль СМИ, приёмы речевого воздействия, лингвоэкология, современный медиатекст, история советской лексикографии.

## Избранные научные труды

### Учебники, учебные пособия
- Басовская Е. Н. Русская литература второй половины XIX века: Учебник для 10 класса средней школы. — М.: Олимп, АСТ. 1998.
- Басовская Е. Н. Русская литература. XX век. Учебник. 11 класс. — М.: АСТ-ПРЕСС ШКОЛА. 2002. — 464 с.
- Басовская Е. Н. Стилистика и литературное редактирование: Учебно-методический модуль. — Федеральное агентство по образованию, РГГУ. – М.: Изд. Ипполитова. 2005. — 248 с.
- Басовская Е. Н.  Стилистика и литературное редактирование: Учебное пособие для вузов. 2-е изд., перераб. и доп. — М.: Изд. Юрайт, 2020. — 211 с. — ISBN 978-5-534-06922-8

### Монография
- Басовская Е. Н. Советская пресса — за «чистоту языка» (60 лет борьбы). — М.: РГГУ. 2011. — 334 с.

### Избранные статьи
- Басовская Е. Н. Изменения в употреблении слов с основой "народ-" – показатель эволюции русского языкового сознания последних десятилетий (на материале литературно-критических публикаций журнала "Новый мир" 1952—1992 гг.) // Вестник Московского университета. Серия 10. «Журналистика». 1995. № 2. С. 38—44, № 3. С. 20—27.
- Басовская Е. Н. Художественный вымысел Оруэлла и реальный советский язык // Русская речь. 1995. № 4. С. 34-43.
- Басовская Е. Н. Обезглавливание через озаглавливание // Русская речь. 2003. № 4. С. 56—62.
- Басовская Е. Н. Реалии советского времени в повести Ю.В. Трифонова «Обмен» // Русская речь. 2003. № 3. С. 29—33.
- Басовская Е. Н. Динамика представлений о лексической норме: лингвоидеологический аспект (по материалам «Литературной газеты» 1920-х-1950-х гг.) // Филология и человек. – Барнаул: Изд. Алтайского государственного университета. 2007. № 2. С. 65—69.
- Басовская Е. Н. Поиск врага: «Литературная газета» о русском языке (Аналитический обзор материалов 1929–1940 гг.) // Вестник РГГУ. Сер. Журналистика. Литературная критика. 2007. № 9. С. 99—113.
- Басовская Е. Н. Проблема «чистоты языка» на страницах «Литературной газеты» в годы оттепели // Вестник РГГУ. Сер. Журналистика. Литературная критика. 2008. № 11. С. 160–170.
- Басовская Е. Н. «Шкворень» против «паблисити» (дискуссия о «чистоте языка» на страницах «Литературной газеты» в первой половине 1970-х гг. XX в.) // Вестник РГГУ. Сер. Журналистика и литературная критика. 2010. № 8. С. 92—108.
- Басовская Е. Н. Меч обоюдоострый: идея «чистоты языка» в советской и антисоветской пропаганде (по материалам советской периодики и парижского журнала «Русская речь» 1958-1963 гг.) // Филология и человек. 2011. № 1. С. 79–97.